# Шаолинь
Шаоли́нь (кит. упр. 嵩山少林寺, пиньинь Sōng Shān Shàolínsì) — буддийский монастырь в центральном Китае (провинция Хэнань, г. Дэнфэн). Расположен на горе Суншань.

## История
В этом месте ещё в начале V века появился даосский монастырь, где обитал Коу Цяньчжи, однако позднее после гонений на даосизм монастырь заняли буддисты.
Основан в 495 году при поддержке императора Сяовэнь-ди из династии Северная Вэй индийским буддийским монахом по имени Бхадра (Бато 跋陀 Bátuó, Buddhabhadra). В 530-х в монастыре останавливался первый патриарх чань-буддизма Бодхидхарма (Путидамо, Дамо). Индийский монах Бодхидхарма передал монахам Шаолиня метод, который в корне изменил течение их буддистской практики. Наряду с этим они получили способы совершенствования в медитации и поддержании физического здоровья.
По легенде, в 620 году 13 шаолиньских монахов помогли Ли Шиминю (李世民, 599—649) удержаться на престоле, и монастырь получил высочайшее соизволение содержать монашеское войско. Таким образом Шаолинь оказался краеугольным камнем в восстановлении династии и прославился как центр боевых искусств.
В 1928 году военачальник Ши Юсань поджёг монастырь Шаолинь. Были уничтожены уникальные письменные источники, например, такие, как трактат Чжан Саньфэна, считавшегося источником тайцзицюань. В то время в храме уже не было мастеров.
Позднее сыну мастера Цзи Циня У Шаньлиню будет предложено вернуться для возрождения самобытной культуры и традиционных знаний Шаолиня. В тот период он оставался в монастыре и обучал монахов в течение трёх лет. Таким образом, последние мастера Шаолиня получили свои знания от него.
В связи с тем, что монастырь пролежал в руинах почти полвека, возникли проблемы с возвращением монастырю его традиций (по некоторым источникам, после Второй мировой войны на развалинах монастыря жило всего семь монахов, из которых лишь трое были знакомы с шаолиньскими боевыми искусствами). Поэтому власти Китая привлекли к возрождению монастыря многих народных мастеров ушу, хоть как-то знакомых с традицией Шаолиня.
После выхода в 1982 году на экраны художественного фильма «Храм Шаолиня» по Китаю прокатилась волна популярности Шаолиня, и в монастырь пришло много новых молодых послушников, искренне тренировавшихся и изучавших буддизм.
В 1986 году настоятелем монастыря был официально утверждён Синчжэн (мирские фамилия и имя — Ли Тайбао), который с 1951 года на общественных началах исполнял должность хранителя монастыря, однако в 1987 году он скончался. После его смерти всеобщим голосованием чань-буддистского сообщества Ши Юнсин был утверждён в должности настоятеля Суншаньского Шаолиньского монастыря.
Многие школы боевых искусств восходят к Шаолиню. Среди школ, заявляющих о своём духовном родстве с Шаолинем, известны китайская школа Шаолинь цюань и японская Сёриндзи-кэмпо.
Популярность Шаолиня в массовой культуре привела к тому, что монастырь сильно разросся, большие средства были вложены в благоустройство региона и индустрию туризма. В монастыре и вокруг него существует большое число коммерческих школ боевых искусств, рассчитанных на иностранных туристов.
В 1994 году шаолиньским монахом в 34-м поколении Ши Яньмином в США был основан шаолиньский храм. В этом храме широкому кругу людей преподаётся философия чань-буддизма посредством боевых искусств или медитативных техник, таких как ушу, тайцзицюань и цигун. Среди учеников присутствуют такие известные личности, как Уэсли Снайпс и RZA.
В 1999 году Рогов Вячеслав Михайлович, который был учеником настоятеля Суншаньского Шаолиньского монастыря Ши Юнсина (буддийское имя Ши Янвэй 释 延 威), основал официальное представительство Шаолиньского монастыря в России. В 2017 году открылся йога-центр Территория Дзэн, в основу которого легли все чаньские принципы образа жизни. С благословения настоятеля монастыря ведущие монахи проводят в нём обучающие семинары и ретриты.
В 2011 году шаолиньским усеном (воином-монахом) Ши Янбином в России была основана школа цигун и ушу Шаолиня. В этой школе широкому кругу людей преподаются боевые искусства и медитативные техники, такие как ушу, тайцзицюань и цигун.

## Мифический «Южный Шаолинь»
Согласно легендам, «Южный Шаолинь» находился в провинции Фуцзянь.
В 1930—40-х годах знаменитый китайский исследователь истории ушу Тан Хао проделал полевые исследования, и установил, что монастыря «Южный Шаолинь» не существовало вообще, что этот монастырь был выдуман в средневековом «рыцарском» романе «Вань нянь Цин» («10 000 лет здравствовать императору династии Цин!» — приключенческий роман, описывающий, как один из будущих императоров Китая якобы инкогнито странствовал по южному Китаю и попадал во всякие переделки), а Чжишань (настоятель монастыря «Южный Шаолинь»), Умэй (монахиня) и прочие — просто персонажи этого романа. Так как большинство населения Китая было неграмотно, то литературные произведения рассказывались за деньги рассказчиками на рынках, и многие простые люди зачастую не отличали художественного вымысла от рассказа о реальных событиях; тем более простые крестьяне не могли проверить, что, к примеру, упоминаемые в историях о «Южном Шаолине» географические объекты на самом деле находятся в тысячах километров друг от друга, что упоминаемые там люди никогда не занимали приписываемые им должности.

## Отражение в культуре

### В литературе
- Генри Лайон Олди «Мессия очищает диск» (роман получил Почётную медаль монастыря Шаолинь (Китай) и Российской федерации ушу).
- Марина Некрасова «Шао! Линь… Сы?» (действие происходит в Шаолиньском монастыре).

### В кинематографе и телевидении

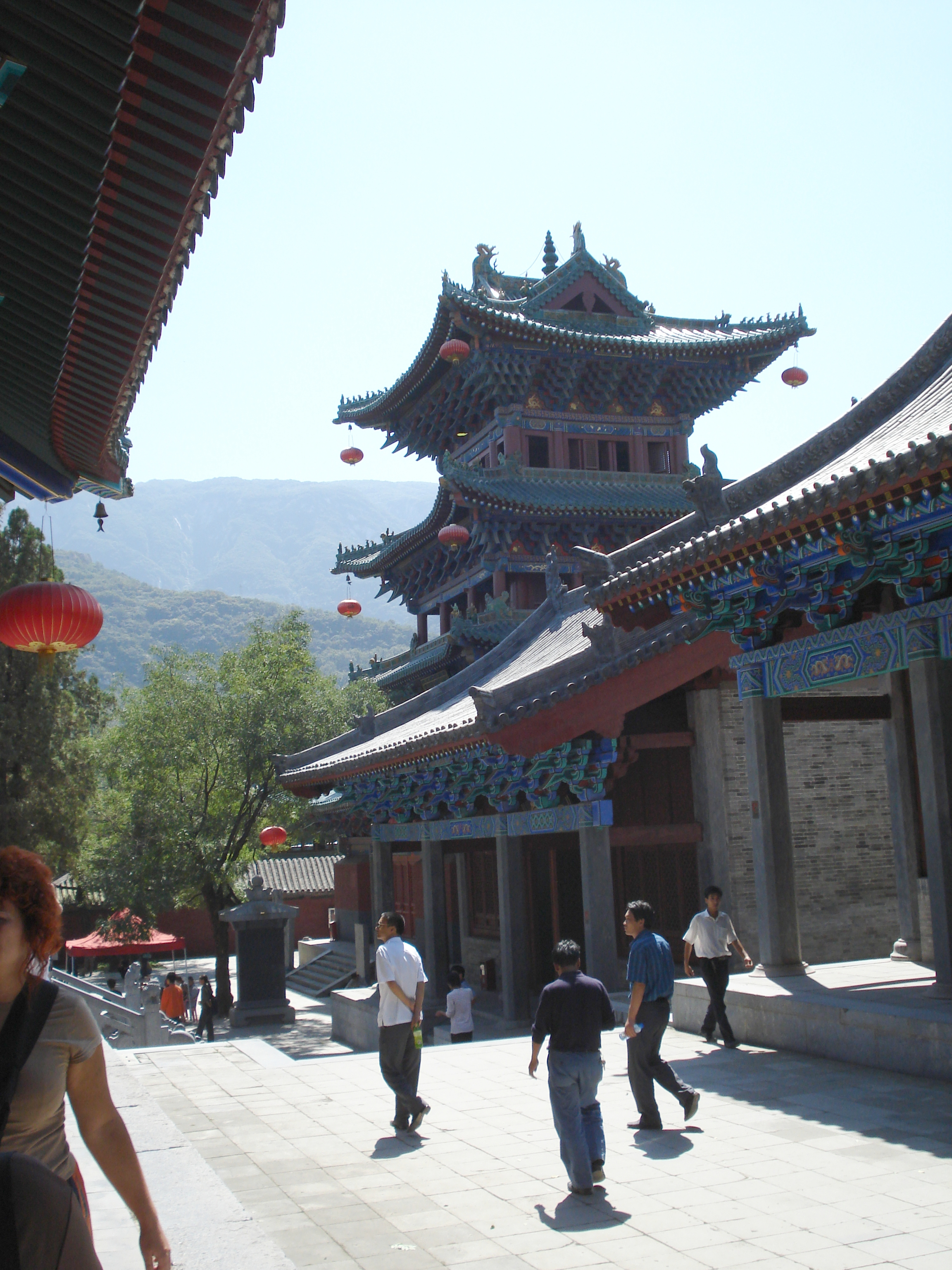
Шаолинь — место туристического паломничества

Шаолиньский монах Цянь Гуаньчан (Кэйнь Кваньчанг) (Дэвид Кэррадин) является главным героем популярного тв сериала Kung Fu (1972—1975).
Китайско-гонконгские художественные фильмы, составляющие трилогию про монастырь Шаолинь. Эти фильмы с Ли Ляньцзэ (Джет Ли) в главной роли прославляли силу и молодость, братство и равенство, мужество и верность традиции на наглядных и доступных примерах.
- «Храм Шаолинь» (Shàolínsì; Shaolin Temple), 1982;
- «Дети Шаолиня» (Shàolín Xiǎozǐ; англ. Shaolin Temple 2: Kids From Shaolin), 1983, режиссёр Синьян Чжан;
- «Боевые искусства Шаолиня» (Nánběi Shàolín; англ. Shaolin Temple 3: Martial Arts of Shaolin), 1986, режиссёр Лю Цзялян.

Параллельно с китайской трилогией в Гонконге снималась другая трилогия про монастырь Шаолинь:
- «Тридцать шесть ступеней Шаолиня» (Shàolín sān shí liù fáng; The 36th Chamber of Shaolin), 1978;
- «Возвращение к 36 ступеням Шаолиня» (Shao Lin ta peng hsiao tzu; Return to the 36th Chamber), 1980;
- «Ученики 36 ступеней Шаолиня» (Pi li shi jie; Disciples of the 36th Chamber), 1985.

Некоторые другие фильмы, так или иначе связанные с боевыми искусствами монастыря Шаолинь:
- «Выход дракона» (США, Гонконг, 1973);
- «18 бронзовых бойцов» (Тайвань, 1975);
- «Возвращение 18 бронзовых бойцов» (Тайвань, 1976);
- «Искусство Шаолиня. Змея и журавль» (Гонконг, Тайвань, 1978);
- «Аббат Шаолиня» (Гонконг, 1979);
- «Золоторукий парень» (Гонконг, 1979);
- «Два воина» (Гонконг, 1993);
- «Ниндзя пяти стихий», также известный как «Китайский суперниндзя», фильм о монахах Шаолинь (1983);
- «Шаолинь против ниндзя» (1983);
- «Убойный футбол» (Siu lam juk kau) (Китай, Гонконг, 2002);
- «Шаолинь» (Китай, Гонконг, 2011), ремейк фильма «Храм Шаолиня»;
- «Путь» (Россия, 2009);
- «Бой с тенью 3D: Последний раунд» (Россия, 2011).

### В музыке
- Альбом «Радио Африка» музыкальной группы «Аквариум» содержит композицию «Радио Шао-Линь» длиной 1 минута 33 секунды.
- Песня группы «Кар-мэн» «Южный Шаолинь».
- Американская хип-хоп группа Wu-Tang Clan в лирике и тематике пропагандирует именно Шаолинь, он часто встречается в текстах группы и семплах, взятых из старых фильмов про кунг-фу. Рэперы утверждают, что стиль боя ву-тан берёт начало из Шаолиня.
- Песня Норвежской певицы Liv Kristine «Shaolin Me» с её альбома 2023 года River of Diamonds.

### В видеоиграх
Кун Лао, Лю Кан и Кай — персонажи серии Mortal Kombat, являющиеся шаолиньскими монахами.
В игре Moorhuhn: Tiger & Chicken главным героем является курица-монах Шаолиня.